# Taringamotu Tramway
| The Taringamotu Express bei Oruaiwi, 1922 |                  |                                           |                                           |
| Barclay Dampflokomotive für die Taringa- mutu (sic) Totara Sawmill Company, 1910 |                  |                                           |                                           |
| Spurweite: | 3½ Fuß = 1067 mm |                                           |                                           |
| |                  |                                           |                                           |
| \| \| \| Anschluss zur NZR in Waituhi \| \| \| \| North Island Main Trunk Railway \| \| \| \| Taringamutu Totara Sawmill Company \| \| \| \| Trestle-Brücke über den Taringamotu River \| \| \| \| Abzweigung in den Busch \| \| \| \| Frank Wards Doppeldecker-Viaduct \| \| \| \| Trestle-Viadukt über eine Schlucht \| \| \| \| 1922 gebauter Tunnel \| \| \| \| Abzweigung in den Busch \| \| \| \| Fliegende Gleise im Busch \| |                  |                                           |                                           |
| Strecke von links (außer Betrieb) · Strecke von rechts (außer Betrieb) |                  | Anschluss zur NZR in Waituhi              | Anschluss zur NZR in Waituhi              |
| Kreuzung geradeaus unten (Strecke geradeaus außer Betrieb) · Abzweig quer und ehemals nach links |                  | North Island Main Trunk Railway           | North Island Main Trunk Railway           |
| Bahnhof (Strecke außer Betrieb) |                  | Taringamutu Totara Sawmill Company        | Taringamutu Totara Sawmill Company        |
| Brücke über Wasserlauf (Strecke außer Betrieb) |                  | Trestle-Brücke über den Taringamotu River | Trestle-Brücke über den Taringamotu River |
| Abzweig geradeaus und nach links (Strecke außer Betrieb) · Strecke von rechts (außer Betrieb) |                  | Abzweigung in den Busch                   | Abzweigung in den Busch                   |
| Brücke (Strecke außer Betrieb) |                  | Frank Wards Doppeldecker-Viaduct          | Frank Wards Doppeldecker-Viaduct          |
| Brücke (Strecke außer Betrieb) |                  | Trestle-Viadukt über eine Schlucht        | Trestle-Viadukt über eine Schlucht        |
| Tunnel (Strecke außer Betrieb) |                  | 1922 gebauter Tunnel                      | 1922 gebauter Tunnel                      |
| Abzweig geradeaus und nach links (Strecke außer Betrieb) · Strecke von rechts (außer Betrieb) |                  | Abzweigung in den Busch                   | Abzweigung in den Busch                   |
| |                  | Fliegende Gleise im Busch                 |                                           |

Die Taringamotu Tramway, die den Spitznamen Taringamotu Express hatte, war eine Waldbahn bei Oruaiwi, das auch Waituhi genannt wurde, einer Siedlung im Tal des Taringamotu River in der Manawatu-Wanganui Region von Neuseelands Nordinsel.

## Geschichte
Die Waldbahn mit einer Spurweite von 3½ Fuß (1067 mm) war von etwa 1910 bis Mitte der 1960er Jahre in Betrieb. Nach 1956 verkehrte sie nur noch zwischen dem NZR-Bahnhof und der Taringamotu Totara Sawmill Company, die von 1907 bis 1956 in Betrieb war. Sie war ausreichend stabil gebaut, als dass die NZR erlaubte, ihre Wagen auf der Waldbahn einzusetzen. Die Ausflugsfahrten der Railway Enthusiasts Society of Auckland hielten zu verschiedenen Anlässen auf dem NZR-Abstellgleis, um mit der Waldbahn zu fahren. Die frühere Trassenführung kann bis zum Sägewerk noch leicht im Gelände ausgemacht werden, aber oberhalb des Sägewerks ist sie nur noch schwer zu erkennen.

## Brücken
Die meisten Trestle-Brücken wurden von Frank Ward (* 1873 in Manchester; † 2. Juni 1956) vermessen und gebaut. Obwohl er nur von kleiner Statur war und ein bisschen schwächlich aussah, war seine Kraft beim Schwingen einer Axt bemerkenswert. Er arbeitete meist als Einzelgänger, wenn er die Trestle-Brücken errichtete, bevor die Holzfäller die Bäume fällten und zum Gleis rückten, von wo sie mit der Dampflokomotive auf Langholzloren auf der Waldbahn zum Sägewerk gebracht wurden. Er musste die Ständer und Querträger von Hand aus massiven Totara-Stämmen behauen. Das Zurechtstutzen der Ständer und das rechteckig behauen der Querträger erledigte er mit einem Breitbeil, das eine sehr viel breitere Klinge als eine normale Axt hatte.
Sein Meisterstück war ein 32 Meter hohes und 91 Meter langes Doppeldecker-Holzviadukt. Es bestand eigentlich aus zwei Brücken in einer. Das untere Geschoss war 15 m hoch und das obere Geschoss weitere 17 m. Frank Ward wählte die besten Totara-Bäume für die Ständer aus und behaute sie von Ende zu Ende auf eine einheitliche Dicke von 18 Zoll (460 mm), wobei er am unteren Ende begann. Er ließ die Ränder des Safts an, so dass eine sehr hohe Festigkeit erreicht wurde, indem die natürliche Stärke der Maserung jedes Baumes beibehalten wurde. Er verwendete nur eine Handsäge, Schlägel, Äxte, Keile, Feilen, Markierungsschnüre und Kreide für die Linienmarkierung. Die einzige Maschinen, die er benutzte, waren eine Handwinde und eine Vulcan-Dampfseilwinde, die Ward's Hauler genannt wurde und die er ausschließlich selbst bediente.

## Unfälle
Am Nachmittag des 3. September 1912, gegen 16:00 Uhr, fuhr eine Personengruppe auf der Waldbahn durch den Busch der Taringamotu Sawmilling Company. Am unteren Ende einer Steilstrecke liefen einige Wildschweine über das Bahngleis, die sich nicht rechtzeitig in Sicherheit bringen konnten, so dass es zu einer Kollision kam, bei der ein mit Fahrgästen besetzter Güterwagen umkippte. Einige Mitfahrer konnten zwar abspringen, aber der jugendliche Lade, der etwa 20 Jahre alt war, starb noch vor dem Erreichen des Krankenhauses. Er stammte aus Scotsdale, Tasmanien, wo seine Eltern zum Unfallzeitpunkt noch lebten. Der Pfarrer Hanby erlitt ein gebrochenes Bein, einen verstauchten Knöchel und erhebliche Quetschungen an der Brust. Schwester Macfarlane, die zur Zeit des Unglücks im Zug war, leistete erste Hilfe, bis ärztliche Hilfe verfügbar war. Die verletzten Personen wurden mit dem Expresszug auf der Hauptstrecke nach Frankton gebracht. Lade starb um 01:12 Uhr morgens im Zug.
Ein weiterer tödlicher Unfall ereignete sich am 22. Januar 1915. Ein Zug mit einem offenen Güterwagen und einem geschlossenen Personenwagen, fuhr am Morgen von Taringamotu nach Waituhi. Einem zeitgenössischen Zeitungsartikel zufolge reiste eine Anzahl von Māoris in dem offenen Güterwagen, während die Pākehās im geschlossenen Personenwagen reisen. Offensichtlich entgleiste der Zug, so dass die Wagen umkippten, wobei ein Māori-Kind getötet, und ein anderes schwer verletzt wurde, sowie zwei Māori-Frauen sich an den Beinen und eine am Arm verletzten. Zum Glück bot der geschlossene Personenwagen die Pākehās besseren Schutz, so dass sie nicht verletzt wurden.

## Lokomotiven
Die Taringamotu Totara Sawmill Company besaß insgesamt vier Dampfloks und mehrere Draisinen, die umgangssprachlich Jigger genannt wurden. Im Jahr 1908 kaufte die Firma eine gebrauchte Barclay 0-4-0 Satteltank-Dampflokomotive, die 1878 gebaut worden war. Sie arbeitete bei einem Dampfdruck von 12 bar und hatte Zylinder mit einer Bohrung von 10¼ Zoll (260 mm), die bei einer Generalüberholung auf 10½ Zoll (270 mm) aufgebohrt wurden. Im Jahr 1912 wurde Kessel durch einen von A. & G. Price speziell angefertigten neuen Kessel ersetzt, der bis zur Stilllegung der Lokomotive im Jahr 1951 in Betrieb war.

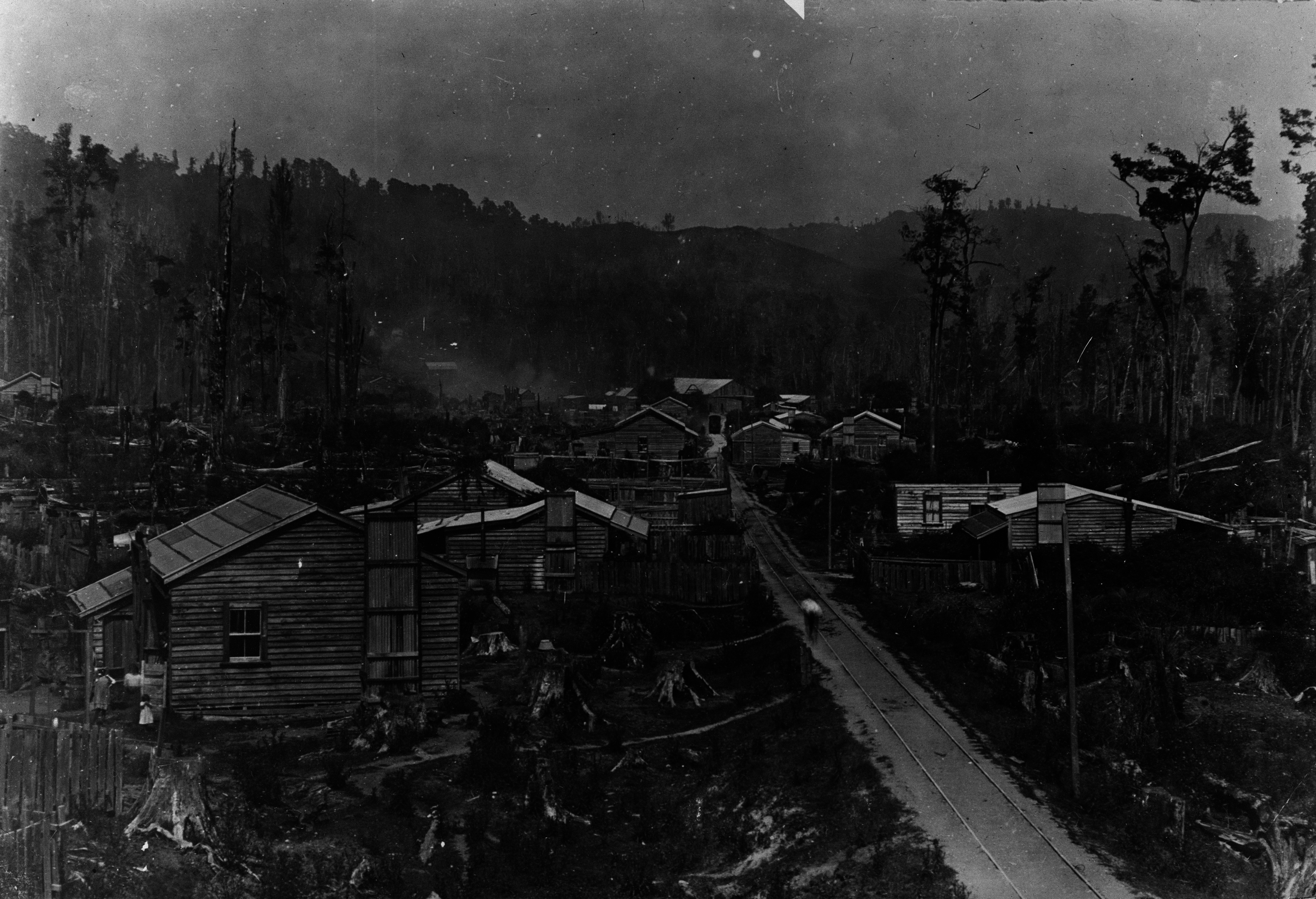
Oruaiwi, auch Waituhi genannt, eine Siedlung im Tal des Taringamotu Flusses
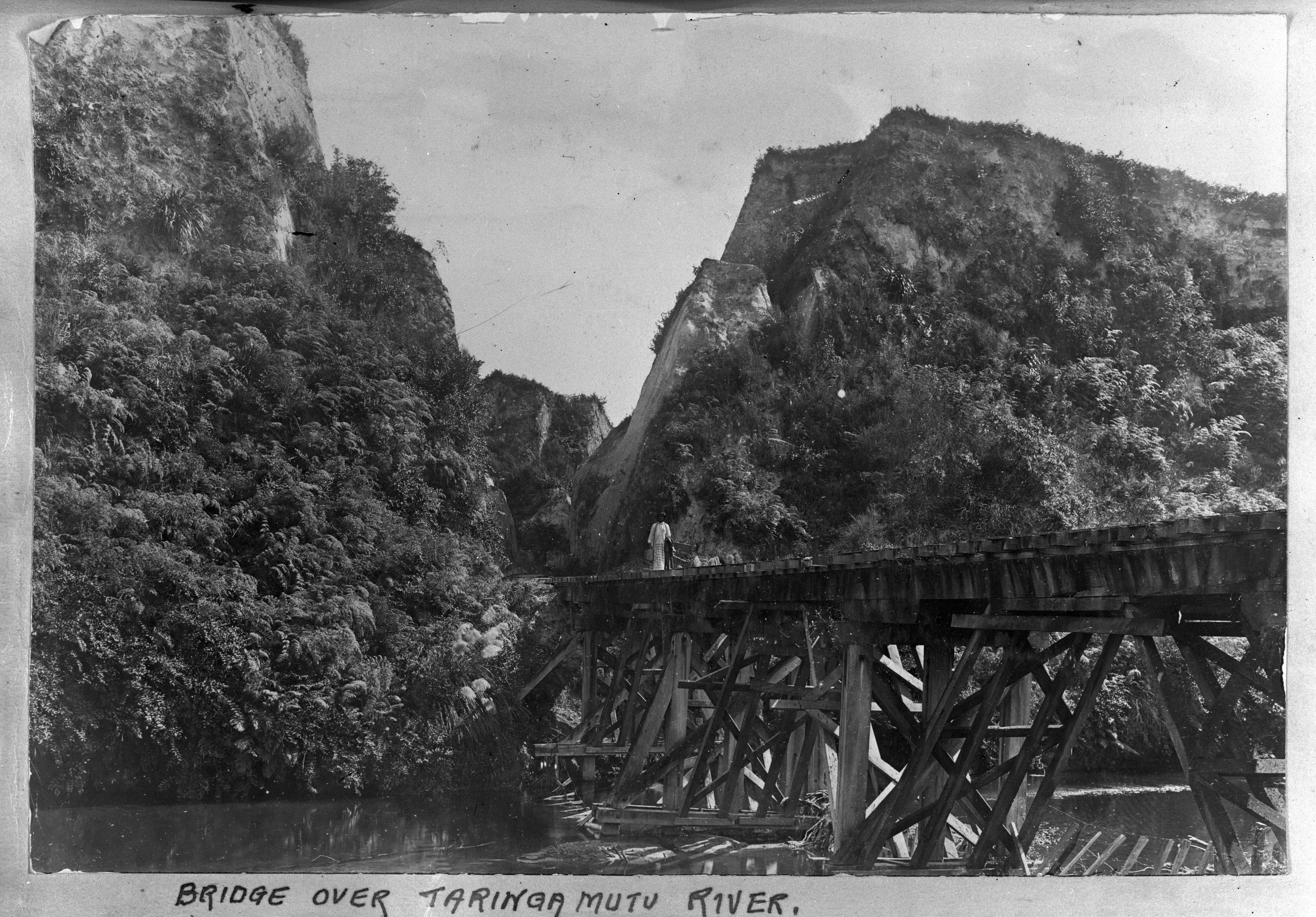
Eisenbahnbrücke über den Taringamotu River
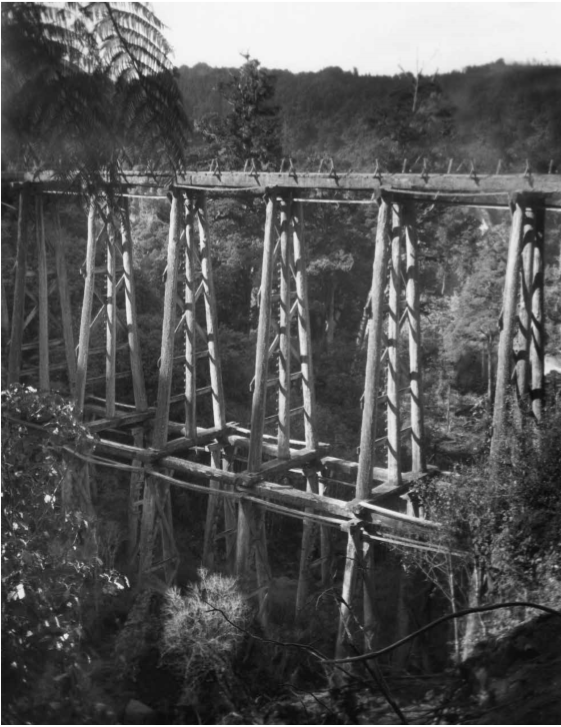
Frank Wards Doppelstockviadukt der Taringamotu Tramway
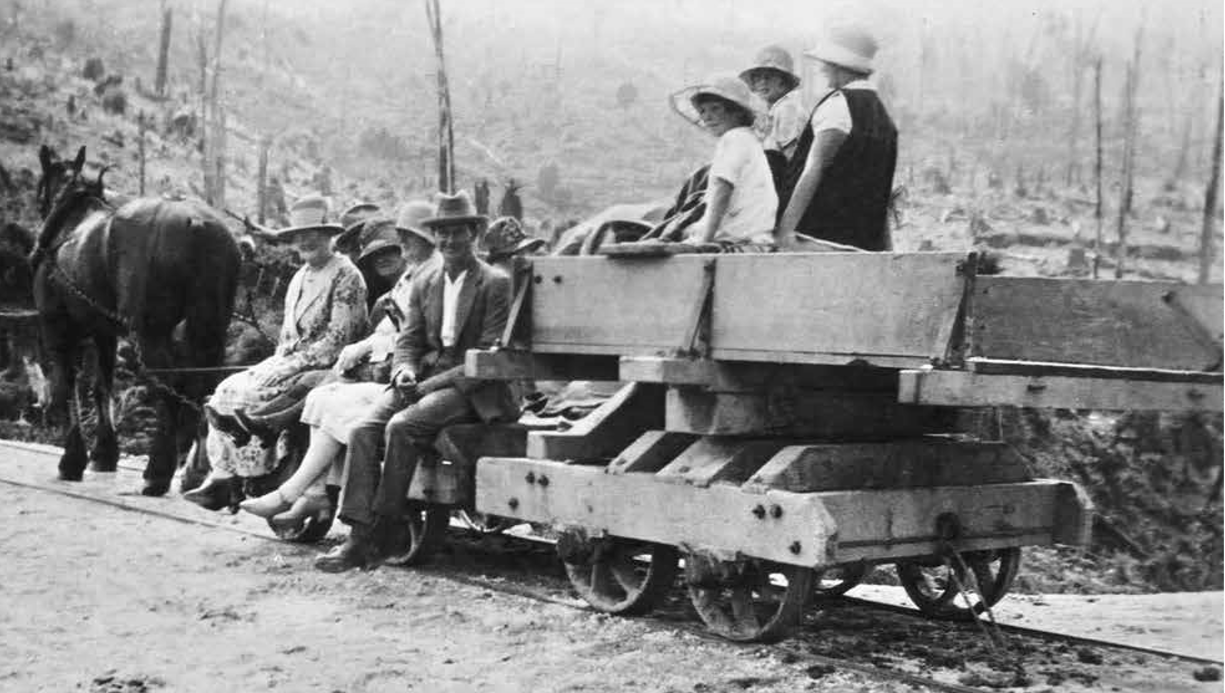
Fahrt mit einem von Pferden gezogenen Wagen in den späten 1920er Jahren zu einem Picknick in Waituhi
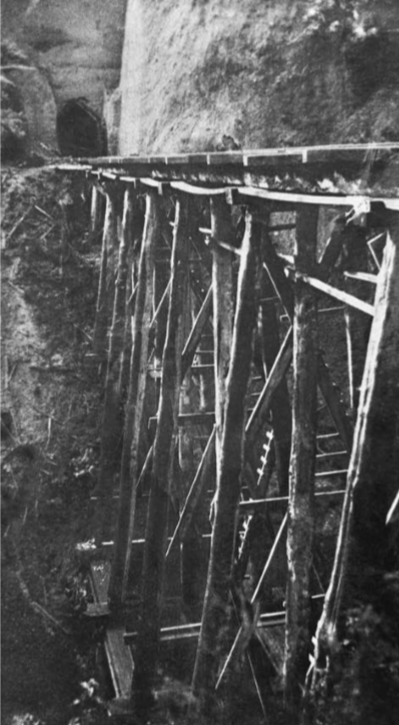
24 m hohes und 37 m langes Trestle-Viadukt, das zu dem 1922 gebauten Tunnel führt